# Jacques Diéval
Jacques „Jack“ Diéval (* 21. September 1921 in Douai; † 31. Oktober 2012) war ein französischer Jazzpianist des Swing, später des Modern Jazz. Er spielte mit Django Reinhardt, Don Byas und Coleman Hawkins.

## Leben und Wirken
Diévals Eltern waren Musiklehrer und leiteten ein Jazz-Orchester namens Dédé Jazz. Mit 14 Jahren gründete Diéval eine eigene Formation in Douai, mit 15 Jahren wurde er Profimusiker in Lille, kurz danach spielte er in Joe Mills Band. Vor dem Krieg spielte er in Nordfrankreich mit dem Schlagzeuger André Jourdan. Während des Zweiten Weltkriegs spielte er in Offizierscasinos und unternahm Tourneen nach Tunesien und Algerien. Nach Paris zurückgekehrt, arbeitete er bei Lucienne Boyer, dann im Orchester von Alix Combelle und blieb dort zweieinhalb Jahre. Danach entstanden erste Schallplattenaufnahmen, womit er seinen Aufstieg in der Pariser Jazzszene fortsetzte: Schließlich gehörte er zu den bekanntesten Jazz-Pianisten im Frankreich der unmittelbaren Nachkriegszeit. Diéval wurde seinerzeit als der Debussy du jazz bezeichnet.
Im Jahre 1946 begleitete er Django Reinhardt und Hubert Rostaing bei einer Plattensession. 1947 arbeitete Diéval und machte Aufnahmen mit Don Byas, 1948 hatte er ein eigenes Trio mit Lucien Simoën und André Jourdan. Außerdem begleitete er Coleman Hawkins im Theatre Marigny. 1949 trat er mit Hubert Fol beim Paris Jazzfestival auf, direkt nach Miles Davis und Tadd Dameron, im Oktober `49 entstanden Aufnahmen für das Label Swing („Tea for Two“). In den 1950er Jahren spielte er im Trio von Doc Cheatham und begleitete die Sängerin Eartha Kitt und auch Gérard Badini. Von 1954 bis 1956 spielte er jährlich auf dem leichte Musik-Festival in Stuttgart. 1957 wird er nach London eingeladen, um einen Auftritt auf einem Festival der B.B.C. zu absolvieren. Bereits 1954 gründete er die Sendung Jazz Aux Champs-Elysees für das Radio Télévison Francaise, die namhafte Solisten vorstellte und Radioaufnahmen produzierte. Er spielte mit seinem Trio, ab 1961 bestehend aus Jacques Hess und Franco Manzecchi u. a. mit Guy Lafitte, Lucky Thompson, Sonny Stitt, Bill Byers, Dionne Warwick und Eric Dolphy, an dessen letzten Radioaufnahmen wenige Wochen vor seinem frühen Tod im Jahre 1964 er beteiligt war (Last Recordings). Ebenfalls 1964 erschien sein Album Ambiance pour deux Pianos an der Seite des amerikanischen Pianisten Art Simmons, abermals mit Franco Manzecchi und dem Ex-Ellington-Bassisten Jimmy Woode. 1966 spielte er Relaxez-vous avec Jack Diéval et son quartette ein mit Hilfe seiner langjährigen Rhythmusgruppe. Kein Geringerer als der belgische Gitarrist René Thomas gesellte sich bei dieser Aufnahme, bestehend aus Standards, Beatles- und Eigenkompositionen, zu ihnen. 1970 spielte Diéval mit Roger Guérin auf dem Jazzfestival in Nizza.
In Deutschland erschienen in der ersten Hälfte der 50er Jahre eine Reihe von Dièval-Aufnahmen auf dem Label TEFIFON, u. a. 1952 das Personality-Schallband „Jack Dièval“ (FTC/124).
2001 erhielt Diéval den Grand Prix du Jazz der SACEM. Er starb Ende Oktober 2012 im Alter von 91 Jahren.
Vorbild von Jack Diéval waren nach eigenen Angaben Earl Hines, Nat King Cole und Mel Powell; nach Boris Vian ist sein Pianostil stark von Teddy Wilson beeinflusst.
Seine Komposition J'ai le mal de toi wurde bisher 144 mal aufgenommen, u. a. von Frank Sinatra, Dean Martin, Barbra Streisand und Cher.

## Auswahldiskographie
- Jazz in Paris - Jazz Aux Champs-Elysees - Jack Diéval (Emarcy-Sampler)
- Ambiance pour deux Pianos (Polydor)
- Jack Diéval présente: Club du piano n° 1 (CBS)
- Relaxez-vous avec Jack Diéval et son quartette (Relax 33003 Stereo)
- Jack Diéval & Paris jazz quartet (Concert Hall)
- New Sound From France (Prestige)